# لاين جنسن (متسابق يخت)
لاين جنسن (بالإنجليزية: Iain Jensen)‏ هو متسابق يخت أسترالي، ولد في 23 مايو 1988 في Belmont, New South Wales ‏ في أستراليا.

## وصلات خارجية
- لاين جنسن على موقع الاتحاد الدولي للملاحة الشراعية (موقع جديد) (الإنجليزية)
- لاين جنسن على موقع الاتحاد الدولي للملاحة الشراعية (موقع قديم) (الإنجليزية)
- لاين جنسن على موقع اللجنة الأولمبية الدولية (الإنجليزية)
- لاين جنسن على موقع أوليمبيديا (الإنجليزية)
- لاين جنسن على موقع اللجنة الأولمبية الأسترالية (الإنجليزية)